# Patrick Ky

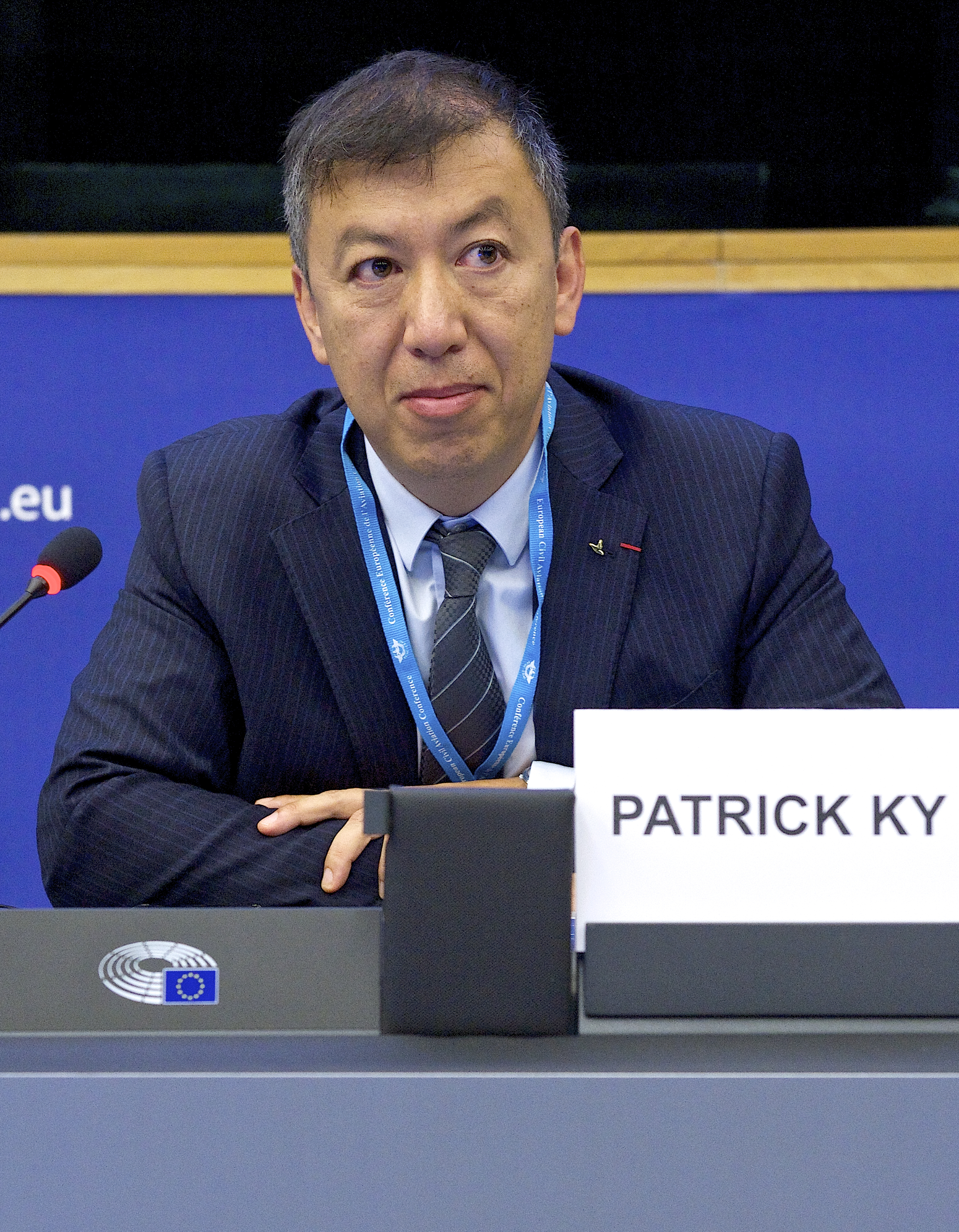
Patrick Ky, 2018

Patrick Ky (* 6. Oktober 1967 in Antony, Département Hauts-de-Seine) ist ein französischer Luftfahrtingenieur und EU-Beamter. Er war vom 1. September 2013 bis zum 31. August 2023 Exekutivdirektor der Europäischen Flugsicherheitsagentur European Aviation Safety Agency (EASA). 
Ky studierte an der Pariser École polytechnique und der École nationale de l’aviation civile Luftfahrttechnik, der Universität Toulouse I Wirtschaftswissenschaften sowie am Massachusetts Institute of Technology Verkehrswesen. Anschließend arbeitete er bei der französischen Zivilluftfahrtbehörde Direction générale de l’Aviation civile (DGAC), beim Luftfahrtausrüstungs-Unternehmen Sofreavia und der europäischen Luftverkehrskontroll-Organisation Eurocontrol. Von 2007 bis 2013 war Ky Exekutivdirektor des Single European Sky ATM Research Programme (SESAR) der Europäischen Kommission, das die Luftraumstruktur in Europa verbessern soll. Vom 1. September 2013 bis zum 31. August 2023 war er als Nachfolger von Patrick Goudou an der Spitze der EASA.